# Pidhorodți, Skole
Pidhorodți (în ucraineană Підгородці) este localitatea de reședință a comunei Pidhorodți din raionul Skole, regiunea Liov, Ucraina.

## Demografie
Componența lingvistică a localității Pidhorodți
     Ucraineană (99,53%)
     Alte limbi (0,41%)
Conform recensământului din 2001, majoritatea populației localității Pidhorodți era vorbitoare de ucraineană (99,53%), existând în minoritate și vorbitori de alte limbi.